# Église Saint-Pierre de Soubise
L'église Saint-Pierre est une église située à Soubise, dans le département français de la Charente-Maritime en région Nouvelle-Aquitaine.

## Historique
L'église est inscrite au titre des monuments historiques par arrêté du 27 mai 2009.

## Galerie

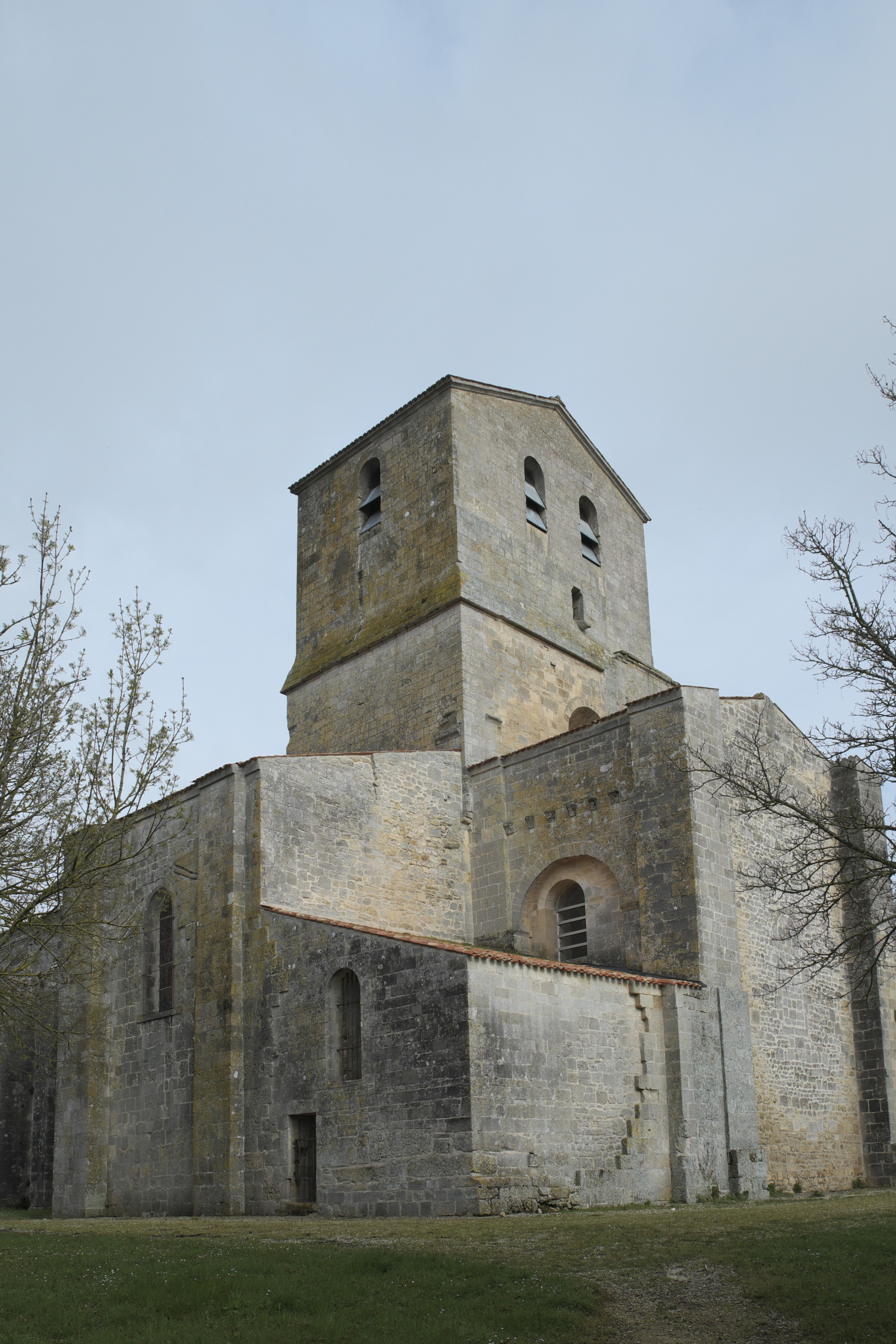
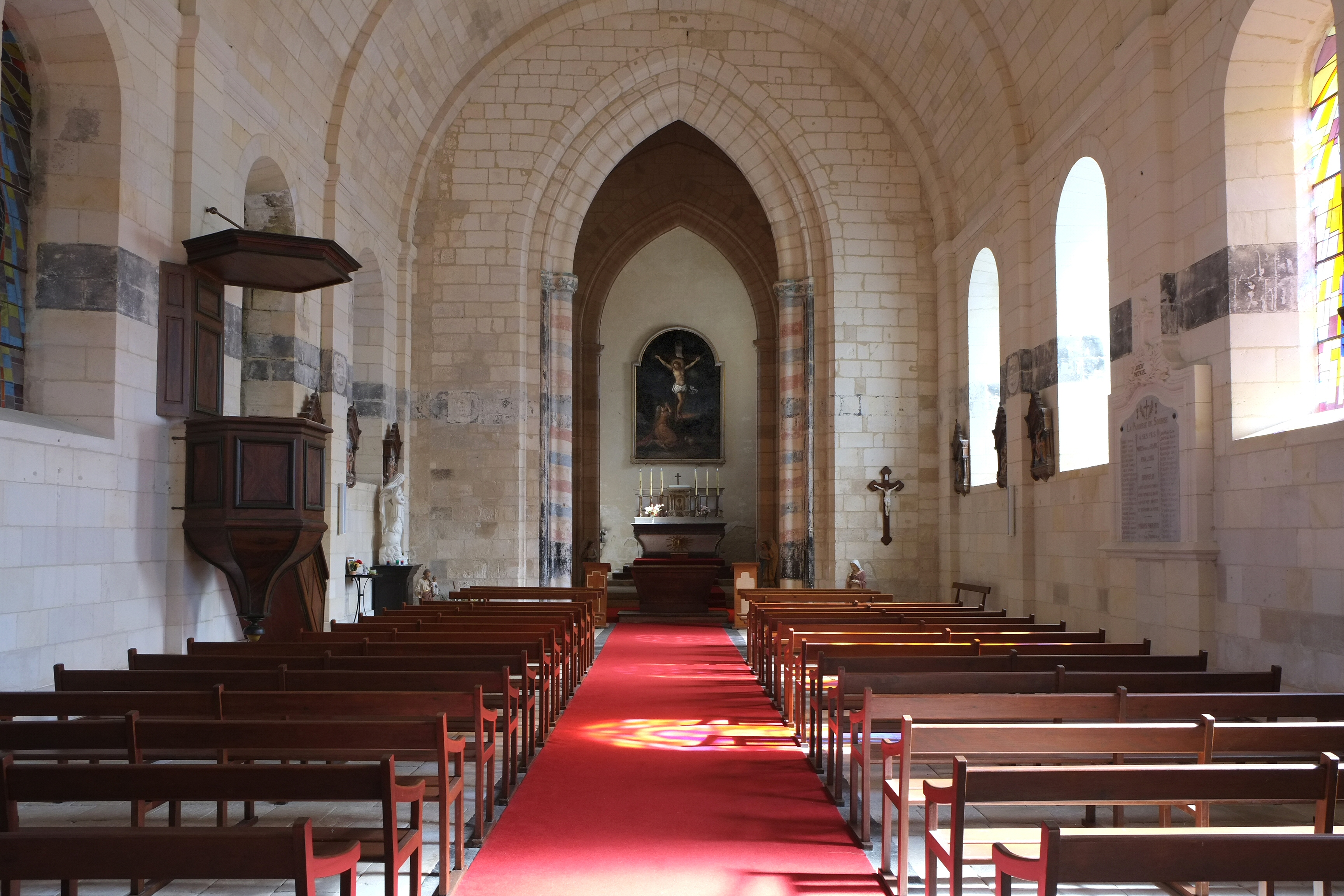
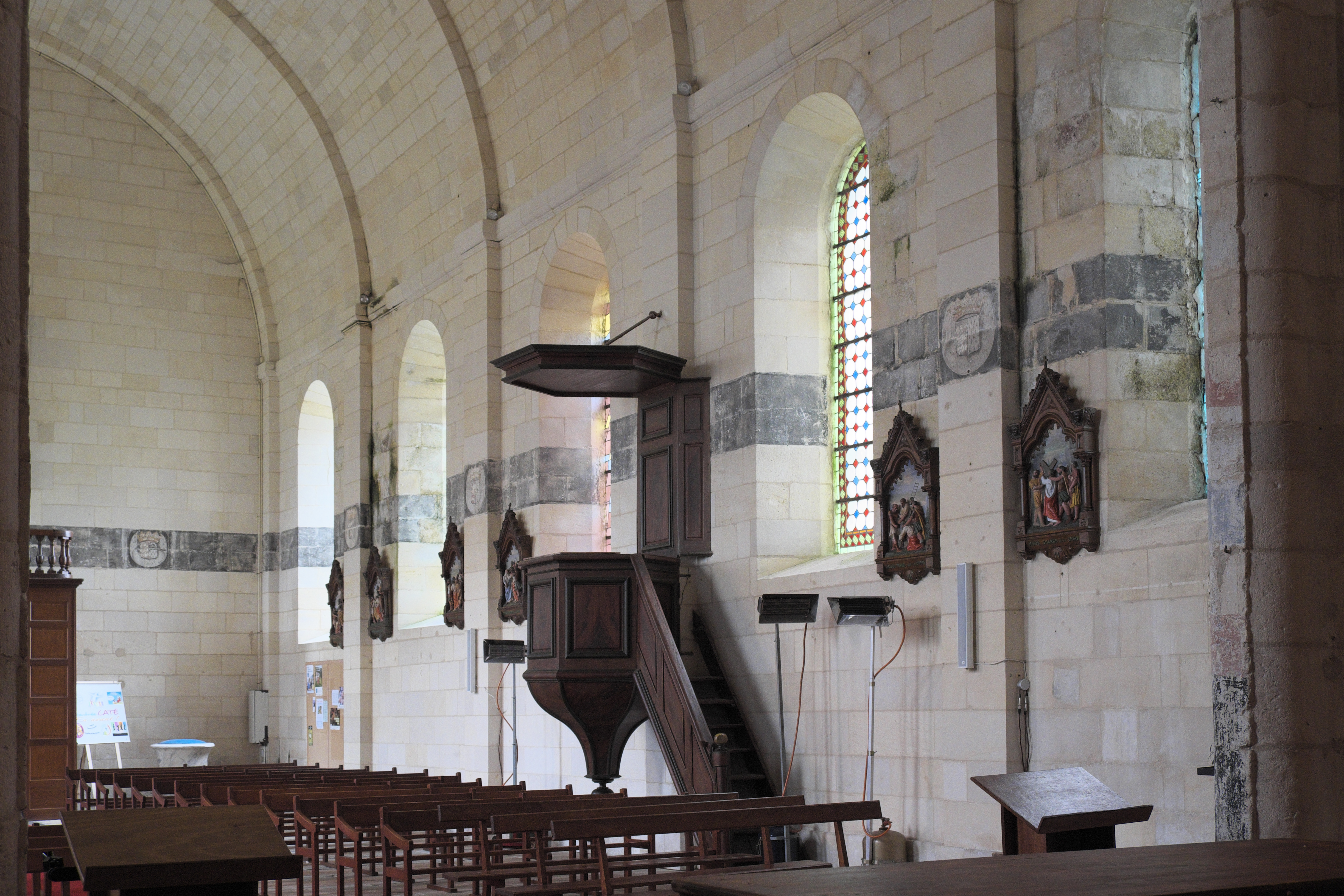
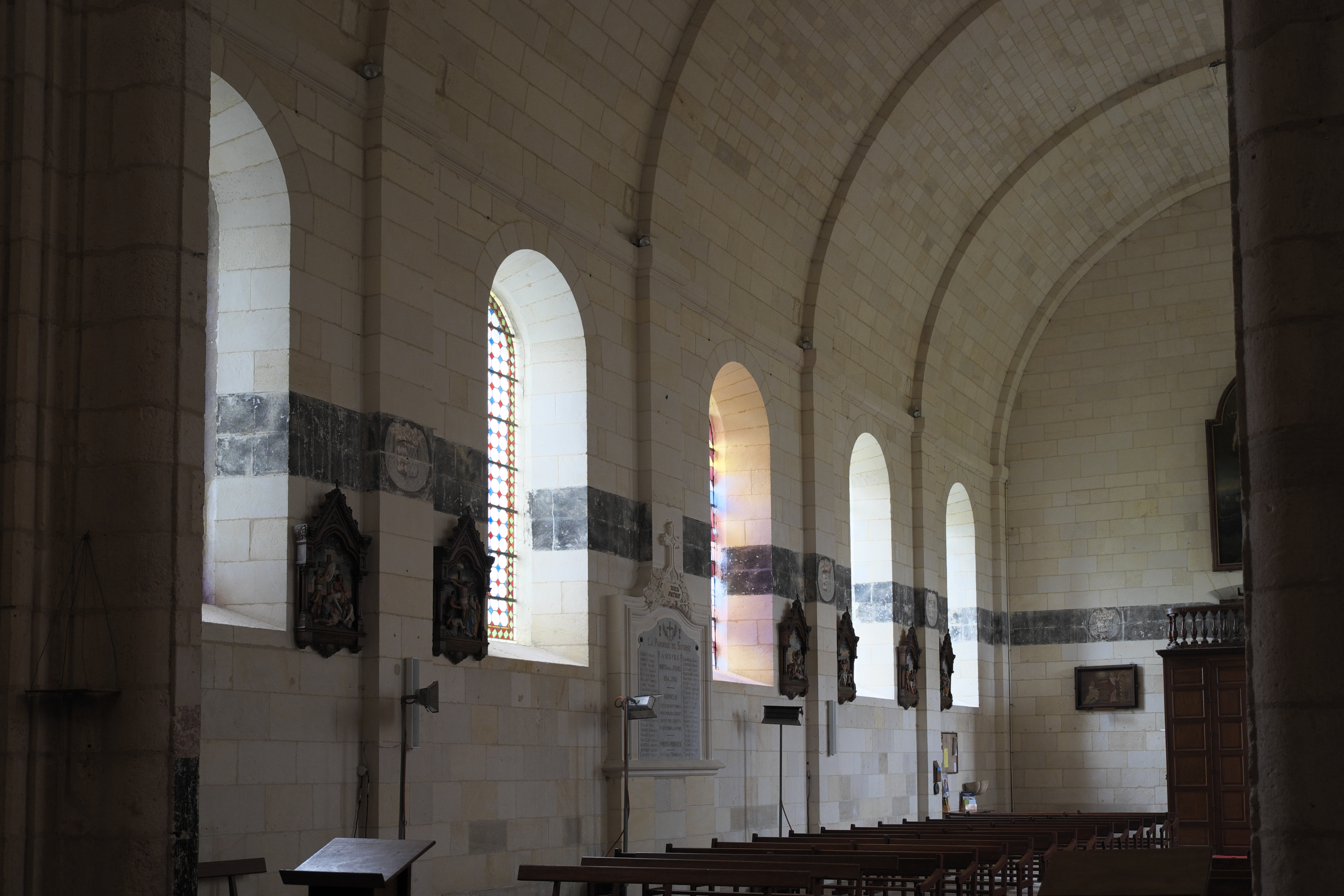
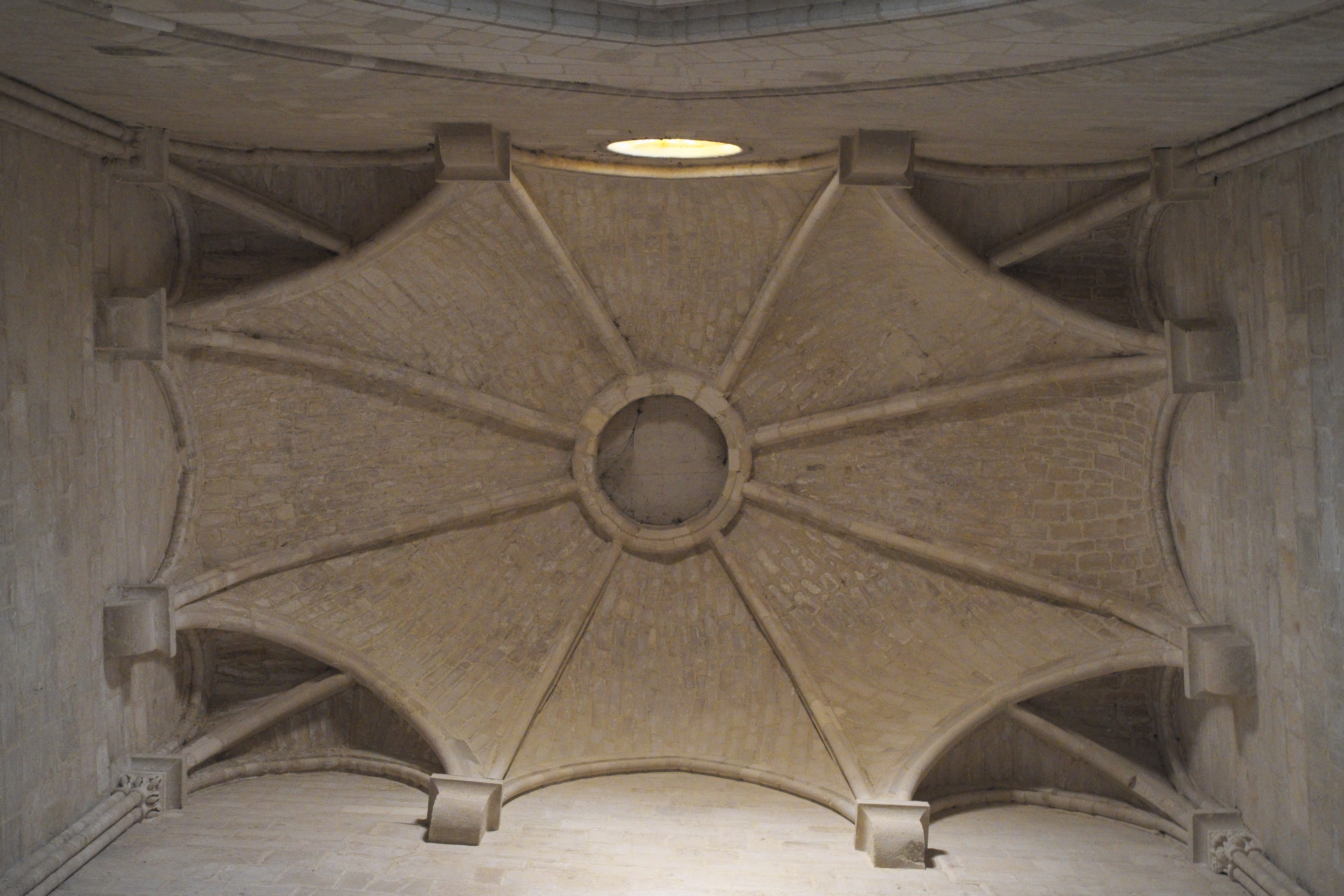